# Карагандинский троллейбус
Карагандинский троллейбус — закрытая система троллейбусного транспорта города Караганда. Действовала с 1967 года по 2010 год.

## История
Троллейбусное движение было открыто 24 мая 1967 года по маршруту Вокзал — трест «Ленинуголь».
Через год после открытия троллейбусного движения введёно в строй троллейбусное депо. На территории депо расположились здание с производственными мастерскими и административным зданием, здание диспетчерской (построено в 1991-93 гг.), складские и вспомогательные сооружения, а также открытая стоянка для хранения троллейбусов.
В начале 1990-х по программе экономических реформ проводимых в стране, Троллейбусное управление Караганды перешло из республиканского управления Министерства жилищно-коммунального хозяйства Казахской ССР в коммунальную при городской администрации. В 1996 году государственное предприятие было приватизировано и продано в частную собственность ОАО Аргымак. При новом владельце предприятия были сразу закрыты 3 из 5 троллейбусных маршрутов, остались маршруты № 2 и № 7 соединяющих центр города с микрорайонами Юго-Востока. По состоянию на 2006 год ежегодный объём перевозок предприятия составлял около 20 млн.пассажиров.

## Закрытие
В феврале 2010 года перестали выходить троллейбусы на маршрут № 2 (официально из-за долгов за электричество отключили линию). 20 апреля 2010 года городской отдел жилищно-коммунального хозяйства, транспорта и автодорог расторг договор с троллейбусным парком. За период с 20 апреля по 3 мая 2010 года сняты контактные провода по ул. Ленина, бул. Мира, ул. Н. Абдирова, а также кольцо в районе вокзала. Причём провода были не аккуратно сняты, а обрезаны в держателях (то есть провода были нарезаны на куски 20-30 метров, что делает их непригодными для использования). Таким образом троллейбусный парк оказался отрезанным от остатков контактной сети и восстановление движения троллейбусов стало практически невозможным. Демонтаж продолжается (по состоянию на 4 мая 2010 года). Видимо, в ближайшее время будут уничтожены остатки контактной сети. 6 троллейбусов БТЗ-5276 были проданы в Актобе, остальные переданы в Петропавловск.

## Маршруты
Первый троллейбусный маршрут «Вокзал — трест „Лениноуголь“» проходил от железнодорожного вокзала по проспекту Советскому до улицы Олимпийской, от которой по одностороннему кольцу улиц Олимпийская — Моторная — Механическая — Станционная огибал район частного сектора. От этой линии было ответвление на улицу Казахстанскую, на которой позади стадиона «Шахтёр» троллейбусы отстаивались на ночь. В 1968 году троллейбусную линию протянули по улицам Ленина, Терешковой и Пригородной, где был построен троллейбусный парк, и открыли маршрут № 2 «Вокзал — 32 квартал». К 1970 году проложили линии в Михайловку, по улицам Чкалова, Кривогуза, проспекту Сакена, улицам Степная, Дубовская и Сейфуллина, а также улицам Сатпаева, Гоголя и Космонавтов к городскому аэропорту.
В 1971 году работали 5 маршрутов. В середине 70-х годов троллейбусные провода повесили на Бульваре Мира и проспекте Нуркена Абдирова, был запущен кольцевой маршрут № 7, опоясывающий центр города (1976 год). Во второй половине 70-х открыли троллейбусный маршрут № 8 в микрорайоны Юго-Востока, по улицам Космонавтов, Букпинской, Волочаевской, проспекту Строителей и улице Муканова до автостанции.
Итого, во второй половине 70-х годов в городе было 8 троллейбусных маршрутов:
- 1. Вокзал — Рынок
- 2. Вокзал — 32 квартал
- 3. 32 квартал — Михайловка
- 4. Вокзал — Михайловка
- 5. Аэропорт — Рынок
- 6. Вокзал — Аэропорт
- 7. ЦУМ — Аэлита
- 8. ЦУМ — Юго-Восток.

Однако примерно в то же время были закрыты маршруты № 3 и 5. Причиной закрытия маршрутов были низкие пассажиропотоки. Линия маршрута 5 по улице Сатпаева и части улицы Гоголя до Бульвара Мира ещё использовалась при открытии маршрута 8 (он открылся с конечными «Рынок» и «кинотеатр „Аврора“»). И только в конце 70-х годов она была окончательно демонтирована.
Такая маршрутная сеть (маршруты № 1, 2, 4, 6, 7 и 8) просуществовала до января 1984 года.
В январе 1984 года был открыт новый путепровод на 45 квартале, связавший Новый город и Юго-Восток. По путепроводу была проложена троллейбусная линия, по которой запустили троллейбусный маршрут № 1, продлив его и объединив с маршрутом № 8. Одновременно было снято троллейбусное движение по части старой 8-ки с улицы Космонавтов от кондитерской фабрики до НКМЗ и чётной стороны проспекта Нуркена Абдирова. Трассы остальных маршрутов не изменились, однако их нумерация была упорядочена и представлена в следующем виде:
- 1. Юго-Восток — Рынок (объединил маршруты 1 и 8)
- 2. Вокзал — ТТУ (трасса не изменилась, маршрут планировалось продлить по улице Пригородной до троллейбусного парка)
- 3. Кольцевой (бывший маршрут № 7)
- 4. Вокзал — Михайловка (маршрут не поменял ни трассу, ни номер)
- 5. Вокзал — Аэропорт (бывший маршрут № 6).

Эти маршруты просуществовали до января 1985 года, когда была снята троллейбусная линия к стадиону с улиц Олимпийской, Моторной, Механической и Станционной. Маршрут № 1 объединили с маршрутом № 5, он стал курсировать по трассе Юго-Восток — Аэропорт. В то же время демонтировали разворот на кольце улицы Терешковой и сделали разворотное кольцо у троллейбусного парка, куда продлили маршрут № 2.
Действующих маршрутов осталось четыре:
- 1. Юго-Восток — Аэропорт
- 2. Вокзал — ТТУ
- 3. Кольцевой
- 4. Вокзал — Михайловка.

С июня 1985 года закрылось троллейбусное движение по путепроводу около вокзала, вероятной причиной было неудачное применение тросовой подвески контактной сети, так как сеть на период закрытия была перевешена на консоли. Маршрут № 1 укоротили без заезда в центр города, вновь подключив неиспользуемый участок улицы Космонавтов. В компенсацию по оставшимся без троллейбусного движения улице Гоголя и нечётной стороне Бульвара Мира был запущен кольцевой маршрут, получивший № 5. Маршрут ходил по часовой стрелке по проспектам Нуркена Абдирова, Советскому, Бульвару Мира и улице Гоголя.
К декабрю 1985 года реконструкцию контактной сети на путепроводе закончили. На Юго-Восток, однако, продлили трассу маршрута № 2, а маршрут № 1 сначала закольцевали по центру (Аэропорт — ЦУМ, по Гоголя — Бульвару Мира — Советскому — Нуркена Абдирова), но вскоре вернули на его историческую трассу «Вокзал — Аэропорт», имевшую ранее номера сначала 6 и 5. В первой половине 1986 года открыли дополнительный маршрут на Юго-Восток, № 6 «Юго-Восток — Аэлита». На Юго-Востоке этот маршрут шёл от автостанции по улице Советской Конституции и части проспекта Шахтёров, в центре по Бульвару Мира, улице Гоголя, проспекту Нуркена Абдирова на 26 квартал.
Троллейбусные маршруты периода 1986 года:
- 1. Вокзал — Аэропорт
- 2. Юго-Восток — ТТУ
- 3. Кольцевой
- 4. Вокзал — Михайловка
- 5. Кольцевой
- 6. Юго-Восток — Аэлита.

В мае 1987 года было сделано разворотное кольцо на Бульваре Мира возле театра имени Станиславского. Открылся маршрут № 7 Драмтеатр — Юго-Восток. На Юго-Востоке он дублировал 2-ку, в центре — часть 1-цы, 5-ки, и 6-ки. Из-за этого дублирования пассажиропоток на этом маршруте был нестабильным и он закрылся уже осенью того же года. Примерно в это же время были попытки запустить кольцевой маршрут на Юго-Востоке по кругу Автостанция — Муканова — проспект Строителей — проспект Шахтёров — улица Советской Конституции — Автостанция, но также неудачно.
В декабре 1987 года из-за строительства дома на пересечении улиц Сатыбалдина и проспекта Шахтёров на Юго-Востоке закрылось движение по маршруту № 6.
Таким образом, с 1988 по май 1989 года действовали 5 маршрутов троллейбуса.
В 1989 году по просьбам горожан было возобновлено троллейбусное движение к стадиону «Шахтёр». Была проложена контактная сеть, на улице Олимпийской сделано разворотное кольцо. По этому участку открыли маршрут, получивший № 6 «Юго-Восток — Олимпийская», полностью дублировавший 2-ку почти на всём своём протяжении.
Эта маршрутная сеть просуществовала до 1992 года. С 1 января прекратил свою работу 5-й кольцевой маршрут. В этом же году закрылся и 4-й маршрут в Михайловку. Сначала из-за ремонтных работ, во время которых был украден контактный провод, после чего движение не возобновилось.
В то же время была проложена новая троллейбусная линия по улицам, до того не имевшим троллейбусного сообщения — Кувская и Луговая, тем самым соединив улицу Гоголя от кондитерской фабрики с микрорайоном «Орбита». По этой линии продлили маршрут № 3, переставший быть кольцевым.
В 1993 году восстановили движение троллейбусов на Юго-Востоке по улице Советской Конституции, продлив линию до улицы Приканальной, по которой соединили с действующей сетью. В декабре этого года был открыт маршрут № 7 «Юго-Восток — Аэлита», огибающий центр города по кольцу, дублирующему 3 маршрут.
Сложилась окончательная маршрутная сеть:
- 1. Вокзал — Аэропорт
- 2. Юго-Восток — ТТП
- 3. Юго-Восток — Аэлита (через Гоголя, кондитерскую фабрику)
- 6. Юго-Восток — Олимпийская
- 7. Юго-Восток — Аэлита (через Новый рынок, 45-й квартал).

Экономические перемены 1990-х годов, закрытие промышленных предприятий привели к изменениям пассажиропотоков на маршрутах наземного транспорта. Наиболее пассажироёмкими оказались троллейбусные маршруты, связывавшие центр города с рынком и микрорайонами Юго-Востока. Неравномерность пассажиропотоков привела к уменьшению выпуска и последующему закрытию малорентабельных маршрутов.
В 1996 году прекратилось движение по маршруту № 3. Линия от кондитерской фабрики до микрорайона «Орбита» стала выполнять только служебную функцию. В 1999 году закрылся маршрут № 1 в район старого аэропорта, контактная сеть с улицы Космонавтов была демонтирована. В 2000 году сняли контактную сеть к стадиону «Шахтёр» с закрытием маршрута № 6.
С 2000 года в городе осталось два действующих маршрута
- 2 (82) Юго-Восток — ТТП
- 7 (87) Юго-Восток — Аэлита,

которые работали до окончательного закрытия троллейбусного движения.
Маршрут № 2 периодически прерывал свою работу, связано это было то с ремонтными работами на улице Ленина, то с нехваткой водителей.

## Подвижной состав

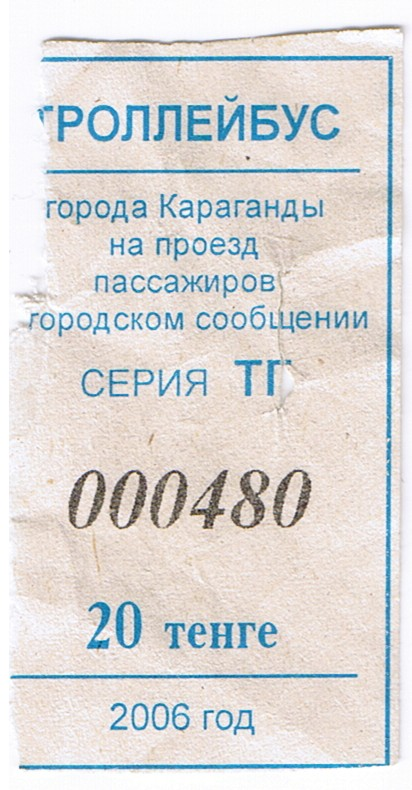
Билет

На 2006 год в Караганде эксплуатировалось 30 троллейбусов:
- ЗИУ-682 В00 1988 года — 1 штука
- ЗИУ-682 Г00 1991 года — 8 штук
- ЗИУ-682 В0А 1990 года — 11 штук
- БТЗ-5276-01 2002 года — 3 штуки
- БТЗ-5276-04 2004 и 2005 годов — 7 штук